# Unternehmen Atlas

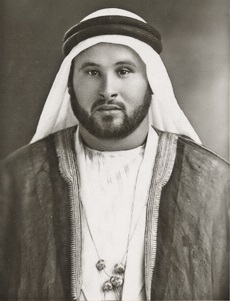
Hasan Salama

Unternehmen Atlas war der Deckname für eine Operation einer Sonderkommandoeinheit der Waffen-SS, die im Oktober 1944 stattfand. Daran beteiligten sich fünf Soldaten: drei, die zuvor Mitglieder der Templer-Sekte im Mandatsgebiet Palästina gewesen waren und zwei palästinensische Araber, die eng mit dem Mufti von Jerusalem, Amin al-Husseini, zusammengearbeitet hatten. Detailinformationen zu der Operation wurden erstmals 2001 vom britischen Geheimdienst MI5 freigegeben.

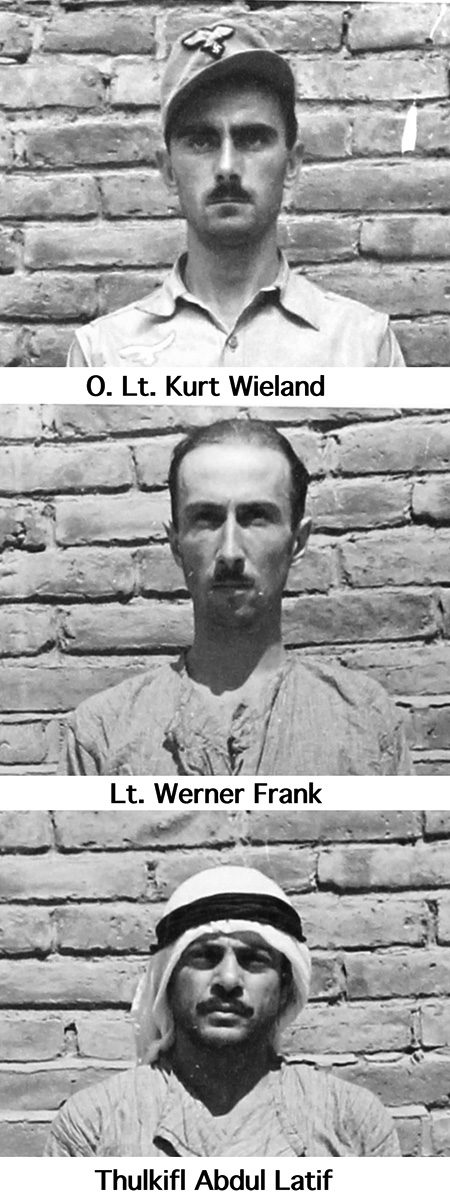
Drei gefangene deutsche Fallschirmspringer

Die Mission zielte darauf ab, eine Basis für Nachrichtensammlungen im Mandatsgebiet Palästina zu errichten, Informationen nach Deutschland zu senden und anti-britische Palästinenser zu rekrutieren und zu bewaffnen, indem sie ihre Unterstützung mit Gold kauften. Sie zielte auch darauf ab, die Spannungen zwischen Arabern und Juden Palästinas zu fördern und damit den britischen Mandatsbehörden Probleme zu bereiten.
Der Plan schlug fehl, da drei der Teilnehmer wenige Tage nach ihrer Landung am 6. Oktober von der britischen Transjordan Frontier Force nahe Jericho festgenommen wurden. Der deutsche Kommandeur Friedrich Deininger wurde 1946 gefangen genommen und dem fünften, Hasan Salama, gelang die Flucht.